# Acrotritia loricata
Acrotritia loricata är en kvalsterart som först beskrevs av Martin Heinrich Rathke 1799.  Acrotritia loricata ingår i släktet Acrotritia och familjen Euphthiracaridae. Inga underarter finns listade i Catalogue of Life.